# Vacone
Vacone là một đô thị ở tỉnh Rieti trong vùng Latium, có khoảng cách khoảng 60 km về phía bắc của Roma và cách khoảng 20 km về phía tây của Rieti. Tại thời điểm ngày 31 tháng 12 năm 2004, đô thị này có dân số 264 người và diện tích là 9,1 km².
Vacone giáp các đô thị: Calvi dell'Umbria, Configni, Cottanello, Montasola, Torri in Sabina.